# Ступичное
Сту́пичное (укр. Ступичне) — село в Катеринопольском районе Черкасской области Украины.
Население по переписи 2001 года составляло 674 человека. Почтовый индекс — 20514. Телефонный код — 4742.

## Местный совет
20514, Черкасская обл., Катеринопольский р-н, c. Ступичное, ул. Ленина